# Spanish Lookout
Spanish Lookout – miasto w Belize, w dystrykcie Cayo. W 2010 roku miasto zamieszkiwały 2253 osoby.
Większość mieszkańców stanowią mennonici. Jest to największe skupisko mennonitów w Belize. Tutejsza społeczność mennonicka wpisuje się w postępowy nurt anabaptyzmu - używają samochodów i innych współczesnych urządzeń, a także w większości znają język angielski i hiszpański.